# 喜多川宗典
喜多川 宗典（きたがわ そうてん）は、作品の年紀銘より貞享・寛延年間（1684年〜1750年）の江戸中期に活躍した装剣金工家。

## 初代宗典
生没年不明、京八幡町の出身と言われ、秀典（ひでつね）と称していたと伝えられる。彦根藩士川喜多氏に依ったことから喜多川を姓とし、宗典と名乗った。彦根城下中藪に住み、目抜き・縁頭・鍔・小刀等に花鳥・風景・合戦図などを高彫り象嵌や色絵の技法を駆使して、にぎやかに表す彦根彫りと呼ばれる技法を確立した。

## 二代宗典
生没年不明、喜多とも言い別に藻柄子と号す。図案はほぼ父と同じで、高彫り象嵌や色絵や肉彫り地透かしに象嵌を施した「道釈列仙遊戯図」・「軍士の交戦図」を多くの優品を残した。贋作を多く作られるほど、宗典の作品は高く評価された。

## 代表作
- 「熊坂義経透鐔」・「仙人透鐔」(いずれも東京国立博物館蔵)